# ウーリ州
ウーリ州（ウーリしゅう、ドイツ語: Kanton Uri ドイツ語発音: [ˈuːʁi]）は、スイスのカントン（州）。人口は3万5973人（2015年12月）、州都はアルトドルフ。行政区はなく、20の自治体に分かれている。ドイツ語圏。1291年、今のスイス連邦の元となる永久盟約を結んだ州の一つ。

## 地理

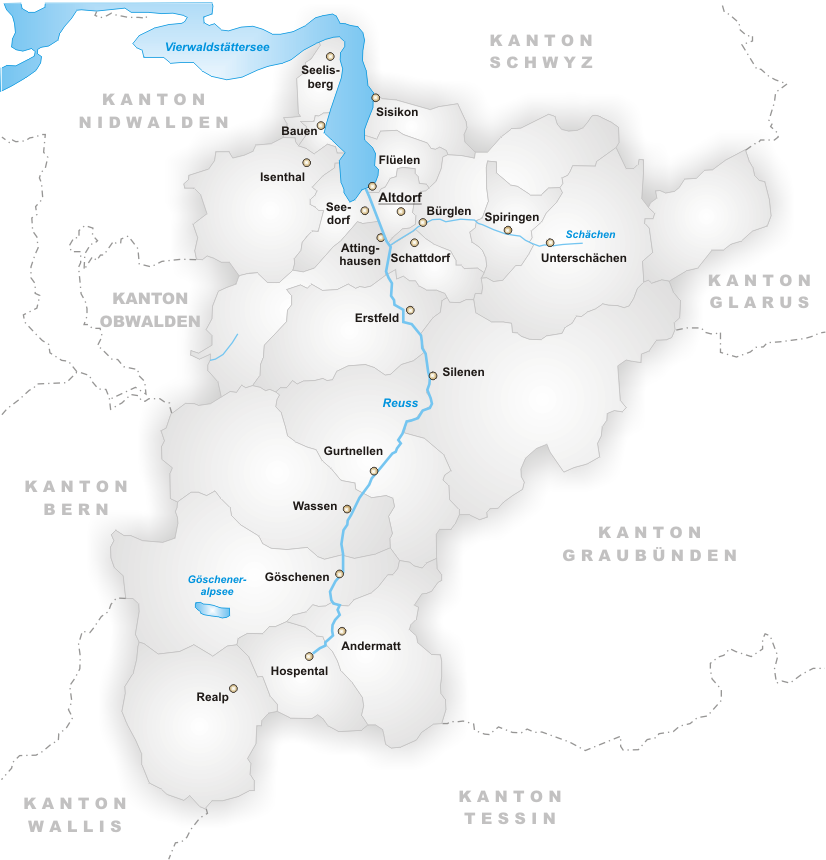
ウーリ州の地図

ウーリ州はスイスの中央よりやや東に位置している。

### 隣接している州
- 南東:グラウビュンデン州
- 南:ティチーノ州
- 南西:ヴァレー州
- 西:ベルン州、オプヴァルデン準州、ニトヴァルデン準州
- 北:シュヴィーツ州
- 北東:グラールス州

## 州内の自治体
アルトドルフ、アンデルマット、アティングハウゼン、バウエン、ビュルグレン、エルストフェルド、フリューエレン、ゲシェネン、グルトネレン、ホスペンタル、イセンタル、レアルプ、シャトドルフ、ゼードルフ、ゼーリスベルク、シレネン、シシコン、スプリンゲン、ウンターシェッヘン、ヴァッセン